# 美因河畔奥伯恩堡
美因河畔奥伯恩堡（德語：Obernburg am Main，官方拼写为，發音：[ˈoːbɐnˌbʊʁk ʔam ˈmaɪn]）是德国巴伐利亚州下弗兰肯行政区米尔滕贝格县的城市，面积24.82平方千米，2023年12月31日人口为8,884人。